# Chloroclystis subcinctata
Chloroclystis subcinctata là một loài bướm đêm trong họ Geometridae.